# Mega Man Maverick Hunter X
Mega Man Maverick Hunter X (Irregular Hunter X au Japon), est un jeu d'action-plates-formes développé par Taito Corporation Japan et édité par Capcom en 2006 sur PlayStation Portable. C'est un remake de Mega Man X, premier jeu de la série éponyme,,,,. Le jeu est réédité plusieurs fois en 2007 puis 2009, et notamment sur PlayStation Vita en 2013 sur le PlayStation Plus

## Histoire
Le jeu reprend la trame du jeu Mega Man X dont il s'inspire.
Plus d'un siècle après les évènements de la première série, le professeur Cain, archéologue, découvrit les ruines du laboratoire du professeur Light. Il trouva aussi une capsule contenant un robot très avancé, X. Fasciné par cet androïde, le professeur s'empressa de copier minutieusement ses incroyables fonctionnalités afin de créer une nouvelle espèce d'androïde, les Réploïdes.
Malheureusement, en raison de leur programmation hautement complexe, les Réploïdes étaient susceptibles de se comporter de manière instable, voire carrément dangereuse. Tout Réploïde défectueux ou criminel est considéré comme un Maverick. Pour combattre la menace que représentent ces dangereux androïdes, une organisation spéciale de maintien de l'ordre, les chasseurs de Mavericks (Maverick Hunters), a été fondée et dont la supervision fut confiée à Sigma, un des Réploïdes les plus avancés du moment.
Seulement, même Sigma n'était pas à l'épreuve d'un comportement Maverick et, très vite, le puissant Réploïde est devenu le chef des Mavericks et, par la même occasion, l'antagoniste principal de la série.
C'est là qu'intervient X. Se sentant responsable de la tournure des événements, X a choisi de combattre la menace Maverick et s'est engagé à arrêter, coûte que coûte, le Réploïde renégat et ses sbires.

## Système de jeu
Maverick Hunter X reprend les bases du jeu original Mega Man X et y ajoute plusieurs nouveautés et améliorations. Il serait cependant vain de tous les énumérer. C'est pourquoi cet article ne se concentrera que sur les changements les plus importants.
Bien qu'il en conserve la jouabilité 2D, le jeu présente une refonte visuelle complète en 3D, à la manière de Mega Man X8. Capcom en également a profité pour revoir le design de certains ennemis et bosses et pour retravailler les décors. Le jeu bénéficie également d'un script retravaillé, afin de prendre en compte les nombreuses nouvelles interactions entre X et les autres personnages, ainsi que des séquences animées pour faire progresser l'histoire. À l'instar des jeux de la série Mega Man X les plus récents, Maverick Hunter X bénéficie d'un doublage professionnel en japonais et en anglais.
Deux modes de difficulté sont offerts au joueur, normal et difficile. En mode difficile, les ennemis sont plus résistants et les Mavericks plus puissants et capables de nouvelles attaques.
Les niveaux ont également été légèrement revus dans leur architecture et il est possible de les quitter en tout temps. L'emplacement des capsules a également été changé et l'amélioration du X-Buster offerte par le professeur Light est désormais différente du Z-Buster de Zero.
Les mots de passe ont quant à eux été remplacés par une simple fonction de sauvegarde.

### Mode Vile
Contrairement à Mega Man Powered Up, qui propose différents modes de jeu ainsi qu'une panoplie de personnages jouables à débloquer, Maverick Hunter X n'offre qu'un seul supplément ludique, à savoir le mode Vile. Comme le nom l'indique, ce mode de jeu permet de jouer avec Vile, l'ennemi juré de X.
Vile se contrôle moins aisément que X, mais compense par la puissance de feu. Alors que le robot bleu dépend de son X-Buster, le chasseur renégat, lui, a accès à tout un arsenal de canons, lance-roquettes et lance-flammes, sans oublier son célèbre canon plasma fixé à l'épaule. Par ailleurs, les armes qu'il utilise ne consomment pas d'énergie, mais dépendent tous d'une jauge de coût. Avec l'utilisation, cette jauge diminue, ce qui oblige le joueur à se servir de l'arsenal de Vile avec modération pour permettre à la jauge de se recharger.
Le mode Vile reprend les mêmes niveaux que ceux du mode X, mais en modifie l'architecture et la position des ennemis pour prendre en compte les capacités de déplacement réduites de Vile. En revanche, les huit Mavericks à affronter sont les mêmes que dans le jeu de base et leur comportement est pratiquement identique.
Enfin, pour des raisons évidentes, X devient le boss du niveau d'introduction, tandis que le duel contre Vile, dans le premier niveau de la forteresse de Sigma, est remplacé par un combat contre le duo de X et Zero.

## Day of Sigma
En plus du mode Vile, Maverick Hunter X dispose d'un OVA d'une demi-heure, The Day of Sigma, supplément à débloquer après avoir terminé le jeu. L'histoire relate les événements derrière la révolte de Sigma et les événements du jeu.

## Postérité
Selon Keiji Inafune, Mega Man Maverick Hunter X était le début d'une série de remakes. À l'origine, Capcom prévoyait refaire les jeux de Mega Man X à Mega Man X6. Cependant, tout comme Mega Man Powered Up, le jeu a été un échec, ce qui a entraîné l'annulation du projet.